# 939
Năm 939 là một năm trong lịch Julius.

## Sự kiện

### Tháng 8
- 29 tháng 8: Vương Kế Nghiệp giết vua Mân Vương Kế Bằng
- 30 tháng 8: Vương Diên Hy kế vị tức Mân Cảnh Tông

### Không rõ ngày tháng
- Ngô Quyền xưng vương định đô tại Cổ Loa

## Sinh
- Tống Thái Tông, vua Trung Hoa